# Pachnobia sincera
Pachnobia sincera là một loài bướm đêm trong họ Noctuidae.